# Русское горное общество

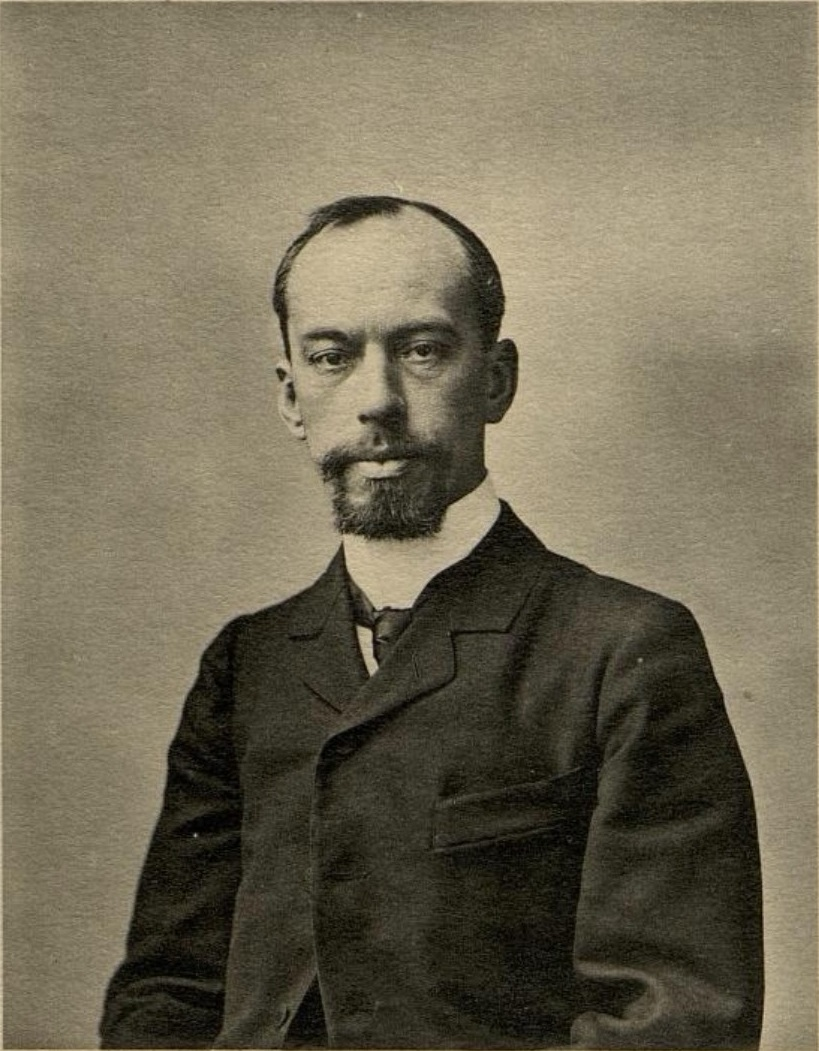
Александр Карлович фон Мекк (1865—1911) — основатель и председатель Русского горного общества

Ру́сское го́рное о́бщество (РГО) — организация, созданная на рубеже XIX—XX веков с целью объединения географов и любителей альпинизма Российской империи.

## Цели и задачи общества
Инициатором создания Русского горного общества (РГО) выступил большой любитель гор Александр Карлович фон Мекк, брат Николая Карловича, председателя правления Московско-Казанской железной дороги. Он же был избран первым председателем РГО.
Инициаторы создания общества писали:
Альп у нас нет, и потому «альпийским обществом» мы назвать себя не можем.
Устав Русского горного общества был представлен 18-го мая 1898 года в канцелярию московского генерал-губернатора. После длительных бюрократических процедур устав общества при содействии П. П. Семёнова-Тян-Шанского был утверждён 24 декабря 1900 года.
В уставе общества были определены две основные задачи:
- Всестороннее изучение гор и распределение сведений о них
- Облегчения знакомства с горной природой путём путешествий, экскурсий и восхождений[4]

В первом выпуске «Ежегодника Русского горного общества» была определена его культурная миссия:
Наша миссия будет состоять в том, чтобы заносить нашу культуру в самые отдалённые уголки нашего обширного отечества, приучать разноплемённых соотечественников к нашему литературному языку, насаждать принципы честности и добросовестности там, где эти качества отсутствуют.
В деятельности общества большое участие приняли видные учёные России. Его членами стали: географ, археолог и антрополог Дмитрий Николаевич Анучин, естествоиспытатель, будущий основоположник современной геохимии, биогеохимии, учения о биосфере Владимир Иванович Вернадский, виднейший географ, вице-председатель Русского географического общества, исследователь Тянь-Шаня Пётр Петрович Семёнов-Тян-Шанский, крупнейший геолог и географ Иван Васильевич Мушкетов. Председателем общества был избран Александр Карлович фон Мекк.

С целью выполнения поставленных задач члены общества выступали с публичными лекциями, издавали Ежегодник Русского горного общества, распространяли среди широких слоёв российской общественности сведения о замечательной природе горных районов России, показывая, что природа России ничуть не уступает по своей красоте далёким Альпам.
Вот несколько строк из «Ежегодника Русского горного общества»:
Чуден мир красот горных массивов. Лес, вода и снег и формы гор ласкают взоры, и красота и разнообразие ландшафтов издавна привлекают в горы живописцев. Так же в горах мы чаше встречаем минеральные источники, чем на равнинах, и Кавказ, может быть, богаче других горных стран целительными водами и потому ежегодно привлекает многие десятки тысяч людей, ищущих поправления здоровья. И даже для таких лиц чистота горного воздуха сама по себе является целительным средством, и тем более для сравнительно здоровых людей — путешествие по горам является идеальнейшим отдыхом для укрепления организма и может быть рекомендовано всем и каждому, а в особенности молодым людям, для которых личное знакомство с далёкими уголками нашего дорогого отечества имеет и оздоровительное и воспитательное значение. Близкое соприкосновение с чистой природой имеет благородное воздействие на душу путешественника, гигиеническая обстановка благотворно влияет на здоровье и, наконец, осуществление какой-нибудь задачи, географической, естественноисторической, археологической, художественной или даже просто туристской является могучим стимулом для проникновения в таинственные ущелья высокогорных областей и даёт такое нравственное удовлетворение, какого не может ни один вид спорта и какое человек получает лишь при исследованиях в области высших наук.

## Практическая деятельность общества в горах
Общество не только пропагандировало красоту российских гор, но и осуществляло практическую деятельность в части создания «крытых помещений, которые могут служить пристанищами для ночлега, будь то кош, юрта или изба, или дорожная будка, рабочая казарма, завод или частная усадьба», подбора проводников, заботы о продуктах для путешественников и снаряжении для горных путешествий, приобретение которого в России в то время представляло большую трудность.
Обществом по инициативе учительницы владикавказской гимназии М. П. Преображенской, 9 раз поднимавшейся на вершину Казбека и ставшей первой, кто проводил там метеорологические наблюдения, была построена высокогорная хижина у подножия Казбека, подступы к которому были наиболее доступны из-за близости Военно-Грузинской дороги. Хижина была сооружена «из камня, сложенного на извести, оштукатурена слегка внутри, покрыта железной крышей и имела внутри размеры: 4 аршина длины на 3 аршина ширины» (примерно 2 м 80 см на 2 м 10 см). Дверь и окна открывались на Девдорак. В хижине были сделаны деревянные полати и имелась керосиновая печь. Место для хижины было выбрано на высоте 3 480 метров на хребте Барт-Корт, что позволяло путешественникам после ночёвки в ней, за следующий день подняться на вершину Казбека и спуститься назад. Эту первую высокогорную хижину в России стали именовать «Ермоловской» в честь почётного члена Русского горного общества министра земледелия А.С. Ермолова. В течение многих лет этот дом служил укрытием от непогоды многим сотням любителей гор. В первый же год этим убежищем воспользовались 30 альпинистов, поднимавшихся на Казбек. В 1910 году в группе туристов из Владикавказа был С. М. Киров, который писал в местной газете «Терек»:
Я был в Ермоловской хижине... Зайдя в это прославленное убежище, я ужаснулся: оно было в таком состоянии, что могло служить всем, чем угодно, но только не местом для ночлега: сыро, холодно, нет ни пола, ни крыши, ни окна.
Ещё одним направлением деятельности РГО была аттестация проводников с выдачей для них специального знака — «Проводнической книжки». В правилах для проводников было сказано, что они «обязаны в точности исполнять взятое на себя обязательство провести путника по условленному пути и за условленную плату. Должны быть вежливы и предупредительны, заботиться об удобствах и безопасности путешественников и содействовать им в достижении их научных целей или разрешении туристских задач».
Плата за работу проводников устанавливалась в зависимости от трудности маршрутов.
Большую заботу Русское горное общество проявляло об удешевлении проезда своих членов на Кавказ. Его удалённость от центра России сильно сдерживала развитие горных путешествий. В связи с этим совет общества возбудил ходатайство перед Русским обществом пароходства и торговли и обществом «Кавказ и Меркурий» о льготах членам горного общества, отправляющимся на Кавказ группами. Эта просьба была удовлетворена. Русское общество пароходства и торговли предоставило на пароходах Чёрного моря группе, состоящей из четырёх человек, скидку в 50% стоимости проезда, а общество «Кавказ и Меркурий» — в 25%. Эти льготы явились значительным подспорьем для членов общества, отправляющихся в горы. Русское горное общество в отличие от Крымско-Кавказского горного клуба не устраивало коллективные выезды своих членов в горы. Обычно путешествия совершались в одиночку или небольшими группами в 2—4 человека. Излюбленным районом путешествий являлся Кавказ, все его районы — от Дагестана до Карачая. Наиболее популярным и освоенным маршрутом во все годы оставались Военно-Грузинская и Военно-Осетинская дороги, но организовывались путешествия и в новые районы, на неизвестные перевалы.
Кроме путешествий на Кавказ члены общества совершали также поездки в Альпы и горы Средней Азии. Русское горное общество по просьбе желающих отправиться в горные путешествия давало практические рекомендации, оказывало помощь в подборе литературы, карт и других материалов.
Благодаря деятельности РГО год от года росла популярность горного туризма. Например, в 1904 году на Девдоракском леднике и в ближних к нему долинах побывало около двух тысяч человек.
С целью пропаганды альпинизма и горного туризма в 1909 году была устроена первая всероссийская выставка альпинизма, на которой экспонировались предметы горного снаряжения, рисунки, фотографии, и картины гор России. Выставка занимала 2 зала в здании Московского университета.
Крупнейшим проектом Общества является экспедиция 1904 года на Западный Кавказ в верховья Теберды, включая  Домбай. В ней приняли участие Александр фон Мекк, швейцарский альпинист Андреас Фишер и горные проводники Христиан Йосси и Яни Бузурганов. Район был обстоятельно изучен, нанесён на карты. В ходе экспедиции был совершён ряд восхождений на вершины в районе Домбая, включая первовосхождения на вершины Джаловчат (25 июля 1904 года по старому стилю), Сунахет (24 июля), Белалакая (29 июля). Также в ходе этой экспедиции на географической карте Западного Кавказа в районе Домбая появилось название горной вершины Семёнов-баши, которое А. К. фон Мекк, по праву первовосходителя, присвоил 21 июля 1904 года ранее безымянной вершине. Популярная ныне среди туристов вершина была названа в честь почётного члена Русского горного общества П. П. Семёнова-Тян-Шанского. Пропагандируя идеи горного туризма и альпинизма, Русское горное общество стало родоначальником подобных организации на Кавказе — во Владикавказе и Пятигорске.